# Bill Kaulitz
Bill Kaulitz (født 1. september 1989 i Leipzig, Tyskland) er forsanger i rockgruppen Tokio Hotel. Derudover designer han tøj og lægger stemme til Arthur i den tyske version af tegnefilmen "Arthur og minimoyserne".

## Barndom
Bill Kaulitz er én af et sæt enæggede tvillingedrenge, hvoraf den anden hedder Tom. Bill og Tom voksede op i Loitsche, med sine forældre Simone og Jörg Kaulitz. Da de var syv år gammel blev forældrene skilt, og både Bill og Tom flyttede med deres mor. Moderen giftede sig senere med Bills nuværende stedfar, Gordon Trümper og flyttede sammen til Magdeburg. Gordon skulle vise sig at få stor musikalsk indflydelse på Bill. Han spillede nemlig guitar i bandet Fatun. 

## Karriere
Bill har sunget og skrevet sange, siden han var ni år gammel. I 2001 mødte han Georg og Gustav, og de tre dannede sammen med Tom bandet Devilish, som spillede til små arrangementer i lokalområdet for et mindre publikum. Dette gav dem en del sceneerfaring.
Som 13-årig deltog Bill i den tyske udgave af showet Star Search hvor han optrådte med sangen "It's Raining Men". Selvom Bill ikke vandt, men kom på en andenplads, skabte det noget opmærksomhed omkring ham. Samme år blev bandet kontaktet af Peter Hoffmann og underskrev senere en kontrakt med Universal Music i Hamburg. Med hjælp fra producerne skrev Bill størstedelen sangene til deres debutalbum, Schrei, som udkom i 2005. Bandnavnet havde de ændret til Tokio Hotel, og den første single Durch den Monsun strøg til tops på de tyske hitlister. Det samme skete for de næste singler Schrei og Rette Mich. I starten af 2006 udsendte de en genindspilning af Schrei-albummet, som hed Schrei; so laut du kannst, fordi Bills stemme i mellemtiden var gået i overgang.